# Campylocentrum tenellum
Campylocentrum tenellum là một loài thực vật có hoa trong họ Lan. Loài này được Todzia mô tả khoa học đầu tiên năm 1985.